# Patruljesystemet
Patruljesystemet er et af de pædagogiske principper i spejderkorpsene. Det går ud på at 'Børn leder børn'. Blandt de yngre spejdere sker det under ledelse af voksne ledere, men ca. fra 12-årsalderen holder patruljen (5-8 spejdere) sine egne møder og planlægger egne aktiviteter. Der samles op på patruljearbejdet ved et eller to månedlige tropsmøder, hvor troppens patruljer sammen mødes med tropsleder og -assistenter.
Patruljen bliver ledt af patruljelederen (PL) sammen med patruljeassistenten (PA).
Én af de værdifulde ting ved patruljesystemet er det netværk, børnene danner og fungerer i. Alle har et ansvar, og ingen er undværlig.